# 圣安德烈-德桑戈尼斯
圣安德烈-德桑戈尼斯（法語：Saint-André-de-Sangonis，法語發音：[sɛ̃.t‿ɑ̃dʁe də sɑ̃ɡɔnis]）是法国埃罗省的一个市镇，属于洛代沃区。

## 地名
该地名“Saint-André-de-Sangonis”中“Sangonis”发音为[sɑ̃ɡɔnis]，字母“s”发音，《世界地名翻译大辞典》与《世界地名译名词典》将其误译作“圣安德烈-德桑戈尼”。

## 地理
圣安德烈-德桑戈尼斯（43°38'59"N, 3°30'13"E）面积19.6 平方千米，位于法国奧克西塔尼大區埃罗省，该省份为法国南部沿海省份，南濒地中海，西南接奥德省，西北接塔恩省和阿韦龙省，东北与加尔省接壤。
与圣安德烈-德桑戈尼斯接壤的市镇（或旧市镇、城区）包括：布里尼亚克、卡内、塞拉、日尼亚克、容基耶尔、蒙佩鲁、普佐勒、圣费利德洛代、圣萨蒂南德吕西扬。

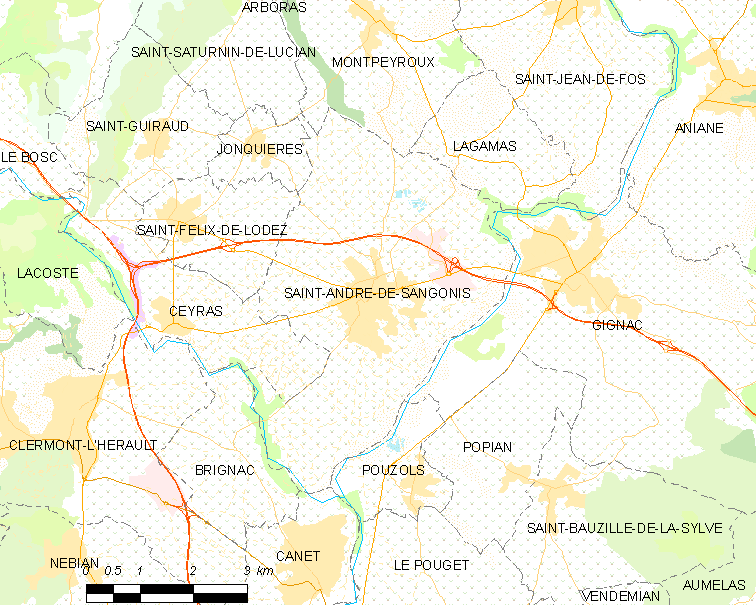
圣安德烈-德桑戈尼斯的OSM定位图

圣安德烈-德桑戈尼斯的时区为UTC+01:00、UTC+02:00（夏令时）。

## 行政
圣安德烈-德桑戈尼斯的邮政编码为34725，INSEE市镇编码为34239。

## 政治
圣安德烈-德桑戈尼斯所属的省级选区为日尼亚克县。

## 人口

1962-2008年间圣安德烈-德桑戈尼斯人口变化图示

圣安德烈-德桑戈尼斯于2022年1月1日时的人口数量为6364人。